# Constitution chilienne de 1925

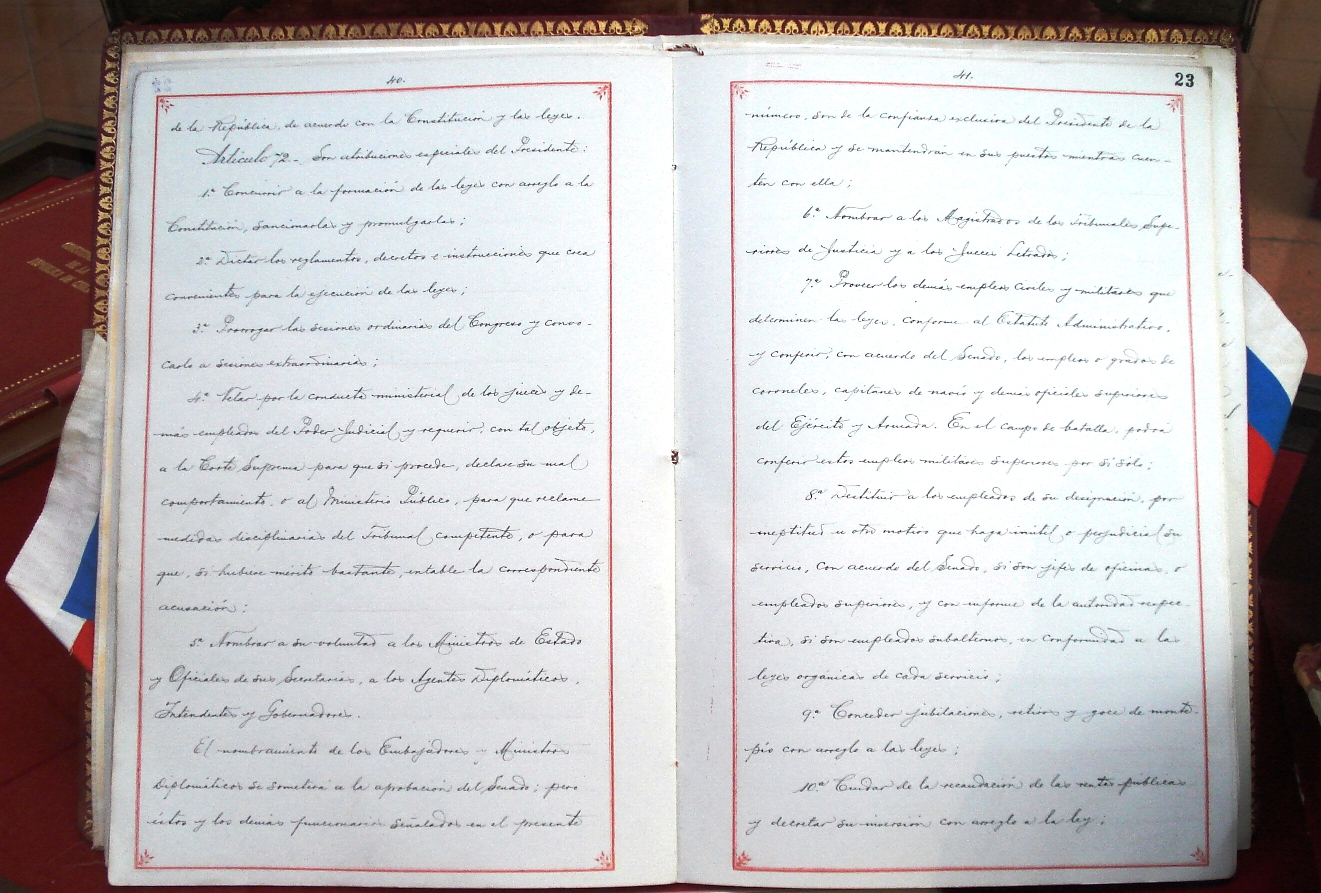
La constitution de 1925.

La Constitution politique de la République du Chili est un texte constitutionnel approuvé lors du plébiscite du 30 août 1925 et promulgué le 18 septembre de la même année. Elle a été réformée en 1943, 1957, 1959, 1963, 1967, 1969, 1970 et 1971. Elle a été suspendue partiellement après le coup d'État du 11 septembre 1973.